# 沈雲子
沈雲子，吴兴郡武康县（今浙江省德清县西）人，东晋末年、刘宋初年人物。
沈雲子是东晋前军参军沈警的孙子，馀姚县令沈穆夫的第二子。他的弟弟沈田子、沈林子都是刘宋的开国功臣。沈雲子在宋文帝元嘉年间，担任晋安郡（治今福建省福州市）太守。他的儿子沈焕至宋后废帝时任宁远将军、交州刺史。侄孙沈约作《宋书》在自序中提到沈雲子。